# Dialeurodicus cornutus
Dialeurodicus cornutus là một loài côn trùng cánh nửa trong họ Aleyrodidae, phân họ Aleurodicinae.
Dialeurodicus cornutus được Bondar miêu tả khoa học đầu tiên năm 1923.